# كريستا فورد
كريستا فورد هي لاعب كرة قدم أمريكية كندية، ولدت في 1991 في تورونتو في كندا.